# Estádio Antônio Vieira Ramos
O Estádio Antônio Vieira Ramos é um estádio brasileiro de futebol situado na cidade de Gravataí, Rio Grande do Sul, casa do Cerâmica Atlético Clube. Foi inaugurado como profissional no dia 2 de março de 2008.[carece de fontes?] Atualmente, é utilizado para treinos e jogos da equipe feminina do Grêmio.
Entre janeiro de 2014 e abril de 2018, o estádio foi alugado pelo Cruzeiro-RS, que esperava o término da construção da sua arena em Cachoeirinha.
A partir de abril de 2018, o estádio foi alugado pelo Grêmio, que o utiliza nos jogos e treinamentos da sua equipe de futebol feminino.
Em maio de 2019, o estádio foi penhorado por conta de dívidas trabalhistas do Cerâmica. Contudo, a Justiça mandou suspender o leiloamento.
Em janeiro de 2020, Grêmio e Cerâmica renovaram o aluguel do estádio, que se estende até 2028. Em abril deste ano, devido à pandemia de COVID-19, o Grêmio cedeu o estádio para abrigar pessoas em situação de rua. No mesmo ano, o clube reformou o gramado do estádio, que contava com falhas e buracos.